# 闽侯站

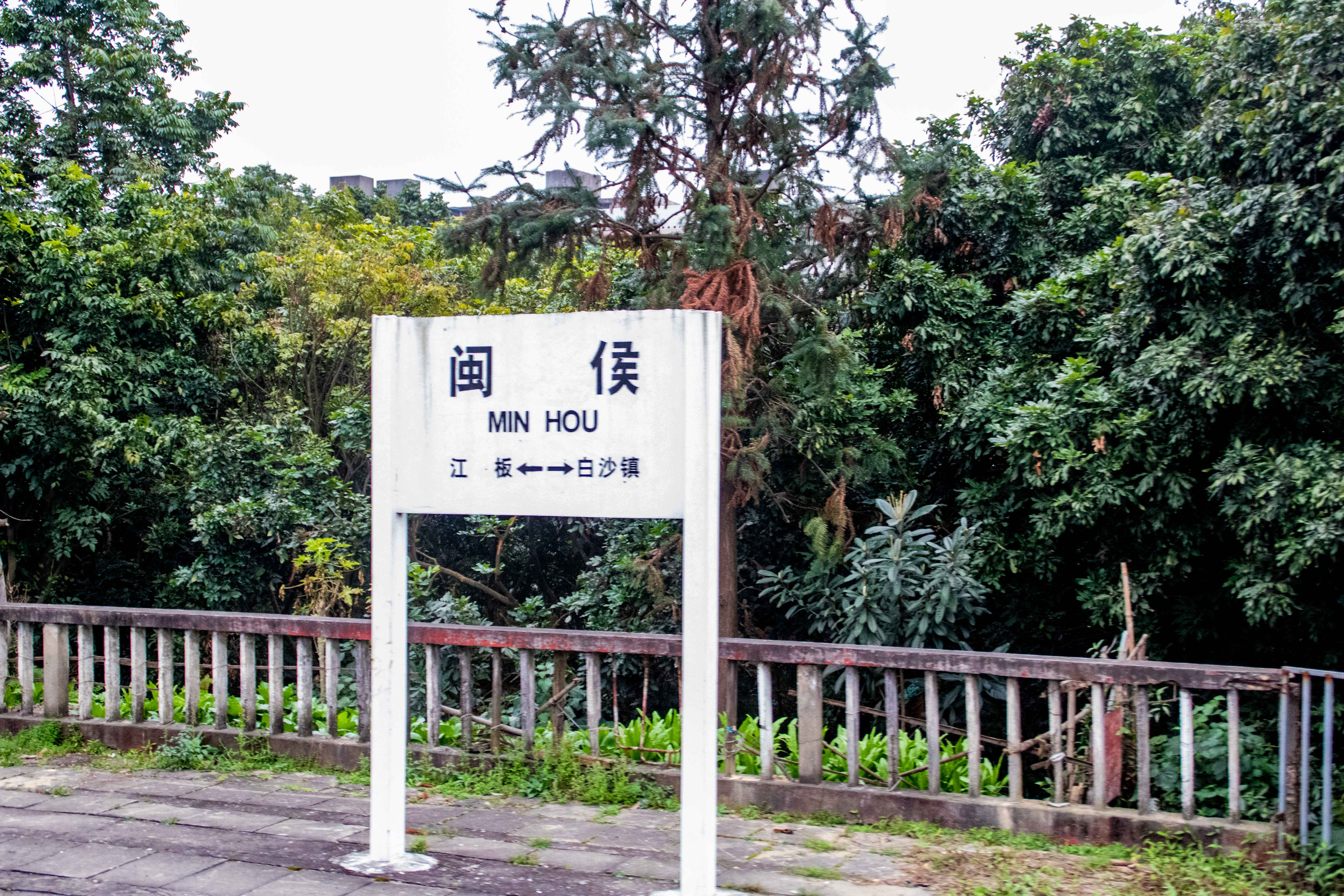
月台站牌

闽侯站位于福建省福州市闽侯县甘蔗街道。建于1959年。距来舟站173公里，距福州站21公里。现为四等站。客运办理旅客乘降、行李包裹托运；货运办理整车、零担货物发到；不办理整车爆炸品发到；不办理石灰到达。原名甘蔗站，1991年改名闽侯站。站房面积162平方米。1992年又扩建新站房一座,面积285平方米。